# Elkalyce hainani
Elkalyce hainani är en fjärilsart som beskrevs av Bethune-Baker 1914. Elkalyce hainani ingår i släktet Elkalyce och familjen juvelvingar. Inga underarter finns listade i Catalogue of Life.